# Vieth von Golßenau (Adelsgeschlecht)

Wappen der Vieth von Golßenau

Vieth von Golßenau (auch v. Golssenau) ist der Name eines ausgestorbenen lausitzisch-sächsischen Adelsgeschlechtes. Stammsitz war das namengebende Schloss Golßen in der Herrschaft Golßen im heutigen Landkreis Dahme-Spreewald in Brandenburg.

## Geschichte
Der Sage nach stammte die Familie ursprünglich aus dem Patriziergeschlecht de Witt aus Holland. Im 16. Jahrhundert werden die drei Brüder Jost de Witt (in Dänischen Kriegsdiensten), Anselm de Witt (in Senden tätig) und Johann de Witt (in Diensten des Herzogtums Braunschweig-Lüneburg) erwähnt. Die Umbenennung in Vieth mit Wappensgebung soll 1588 erfolgt sein. Johann Vieth wird um 1595 als Kammerrat im Fürstentum Braunschweig-Wolfenbüttel erwähnt. Der Königlich preußische Kommissionsrat und Oberamtmann zu Kloster Zinna sowie Kriegs- und Domänenrat im Herzogtum Magdeburg Johann Justus Vieth auf Golßen und Prierow wurde am 7. September 1745 durch den Reichsvikar Kurfürst August II. von Sachsen in den Reichsadelsstand mit „v. Golßenau“ erhoben. Viele Vieths und später Vieth v. Golßenaus dienten den Herzögen von Braunschweig-Lüneburg und deren Teilfürstentümer sowie dem König von Preußen, vor allem den Kurfürsten und Königen von Sachsen. Sie waren Räte, Sekretäre und Offiziere in braunschweigischen und sächsischen Regimentern, aber auch Prinzenerzieher und Schriftsteller. Die Familie erlangte 1763 die weiteren Rittergüter Lindenau und Burkersdorf.

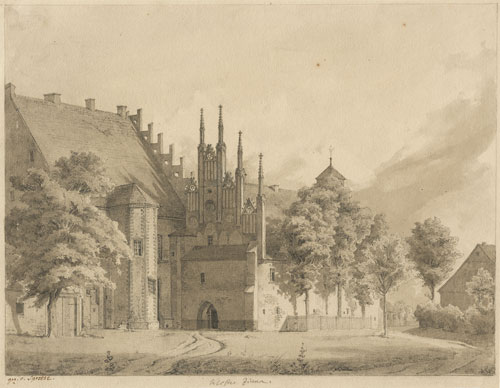
Kloster ff. Amt Zinna (links Rentamt) im 19. Jahrhundert

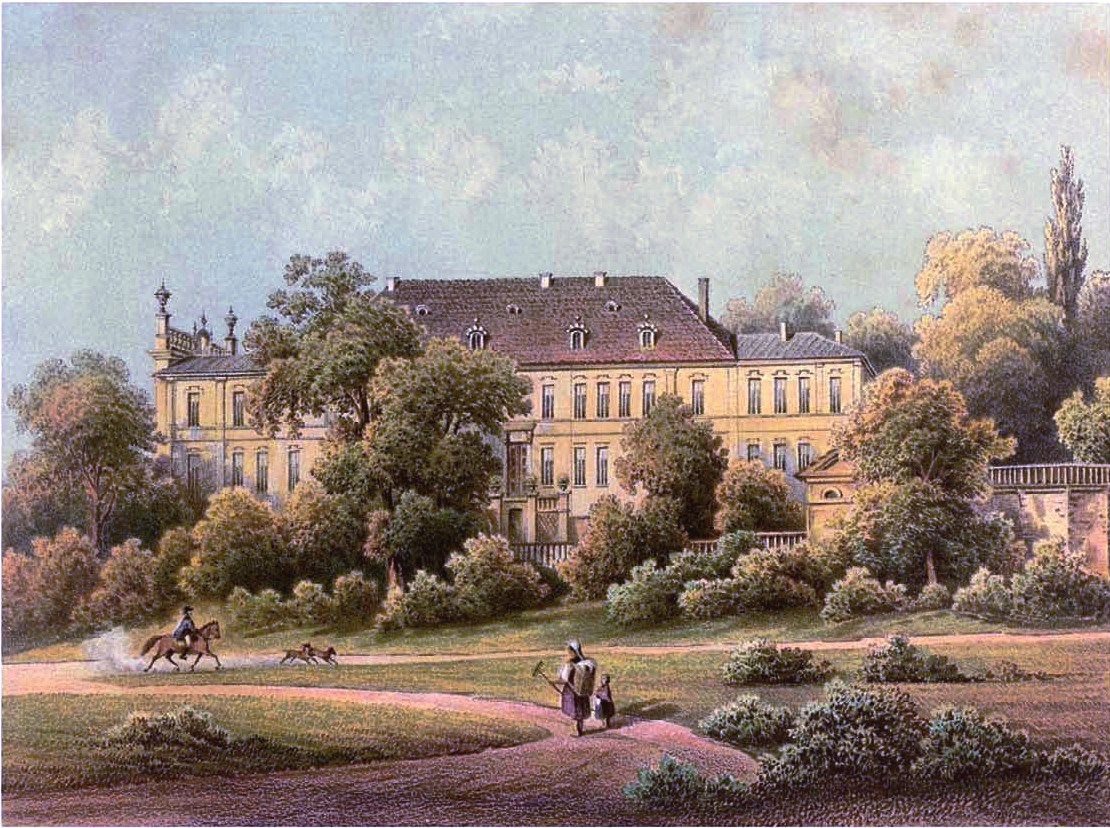
Schloss Golßen im 19. Jahrhundert, Gemälde aus der Sammlung Alexander Dunckers

## Namensträger
- Johann Vieth, 1595 Kammerrat im Fürstentum Braunschweig-Wolfenbüttel
- Julius Augustus Vieth, 1632 Geheimer Kammer- und Lehns-Sekretär im Fürstentum Calenberg
- Julius Eberhard Vieth, 1686 Oberoffizier unter Prinz Maximilian Wilhelm von Braunschweig und Lüneburg, später Kapitän der Infanterie.
- Johann Justus Vieth von Golßenau, Kgl. preuß. Kommissionsrat und Oberamtmann zu Kloster Zinna sowie Kriegs- und Domänenrat im Herzogtum Magdeburg, wurde am 7. September 1745 in den Reichsadelsstand erhoben.
- Victor Carl Vieth von Golßenau (geb. 1729 im Kloster Zinna; gest. 1791 in Dresden), königlich-polnischer und kursächsischer Akzisrat 1753, Vize-General-Akzis-Direktor 1770, Geheimer Rat und Finanzrat 1778. Erwarb 1763 die Rittergüter Lindenau und Burkersdorf.
- Johann Julius Vieth von Golßenau (1713–1784), sächsischer Kriegsrat und Geheimer Staatssekretär, Zeremonienmeister, vermählt mit Johanna Juliana Krieg
- Johann Justus Vieth von Golßenau (1770–1853), deutscher Generalmajor
- Carl Johann Vieth von Golßenau (1856–1938), Mathematikprofessor und Erzieher am Dresdner Königshof von Kronprinz, Friedrich August Georg von Sachsen
- Arnold Friedrich Vieth von Golßenau (1889–1979), deutscher Offizier, Schriftsteller, seit 1928 KPD Mitglied und Umbenennung in sein Pseudonym Ludwig Renn.[3]

## Wappen
Das Stammwappen ist geviert. Feld 1 Blau, 2 Gold, 3 Silber und 4 Rot. In 1 und 3 zwei gekreuzte goldene Fähnlein an goldenen Stangen, begleitet von drei (1, 2) goldenen Sternen, sodass der einen Stern im oberen 1. und die beiden anderen im unteren 3. Feld stehen. In 2 ein schwarzer Balken, in 4 drei (1, 2) schräg gestellte silberne Doppelhaken (Wolfsangeln).
Auf dem Turnier-Ritterhelm eine blau-silberne Helmwulst, darauf wachsend ein Gold bewaffneter, silbernen Adler, der rechte Flügel blau-silber und der linke gold-rot geteilt. Die Helmdecken sind rechts blau-silbern und links rot-golden.